# Fritz Kolbe
Fritz Kolbe (Berlino, 25 settembre 1900 – Berna, 16 febbraio 1971) è stato un diplomatico tedesco.

## Biografia
Conosciuto anche con lo pseudonimo di George Wood, divenne spia contro i nazisti. È ritenuto una della spie più importanti della storia per il suo ruolo cruciale durante la seconda guerra mondiale. È stato descritto dalla CIA come la spia più importante della guerra ed il direttore Allen Dulles scrisse: "George Wood non era solo la nostra migliore fonte sulla Germania, ma senza dubbio uno dei migliori agenti segreti che un servizio di intelligence abbia mai avuto".